# Спас-Клепики
Спас-Клепики (рус. Спас-Клепики) град је у Русији у Рјазањској области.

## Становништво
| 1959. | 1970. | 1979. | 1989. | 2002. | 2010. |
| ----- | ----- | ----- | ----- | ----- | ----- |
| 4.986 | 5.901 | 7.022 | 7.209 | 6.153 | 5.916 |